# Idaea invalidaria
Idaea invalidaria är en fjärilsart som beskrevs av Adalbert Seitz 1912. Idaea invalidaria ingår i släktet Idaea och familjen mätare. Inga underarter finns listade i Catalogue of Life.